# WTA Challenger de Taipé
O WTA Challenger de Taipé – ou Taipei OEC Open, na última edição – é um torneio de tênis profissional feminino, de nível WTA 125K.
Realizado em Taipé, capital de Taiwan, estreou em 2012. Os jogos são disputados em quadras de carpete cobertas durante o mês de novembro.

## Finais

### Simples
| Ano                                                         | Campeã              | Vice-campeã      | Resultado     |
| ----------------------------------------------------------- | ------------------- | ---------------- | ------------- |
| Torneio não realizado em 2020 devido à pandemia de COVID-19 |                     |                  |               |
| 2019                                                        | Vitalia Diatchenko  | Tímea Babos      | 6–3, 6–2      |
| 2018                                                        | Luksika Kumkhum     | Sabine Lisicki   | 6–1, 6–3      |
| 2017                                                        | Belinda Bencic      | Arantxa Rus      | 7–63, 6–1     |
| 2016                                                        | Evgeniya Rodina     | Chang Kai-chen   | 6–4, 6–3      |
| 2015                                                        | Tímea Babos         | Misaki Doi       | 7–5, 6–3      |
| 2014                                                        | Vitalia Diatchenko  | Chan Yung-jan    | 1–6, 6–2, 6–4 |
| 2013                                                        | Alison Van Uytvanck | Yanina Wickmayer | 6–4, 6–2      |
| 2012                                                        | Kristina Mladenovic | Chang Kai-chen   | 6–4, 6–3      |

### Duplas
| Ano                                                         | Campeãs                                | Vice-campeãs                           | Resultado              |
| ----------------------------------------------------------- | -------------------------------------- | -------------------------------------- | ---------------------- |
| Torneio não realizado em 2020 devido à pandemia de COVID-19 |                                        |                                        |                        |
| 2019                                                        | Lee Ya-hsuan Wu Fang-hsien             | Dalila Jakupović Danka Kovinić         | 4–6, 6–4, [10–7]       |
| 2018                                                        | Ankita Raina Karman Thandi             | Olga Doroshina Natela Dzalamidze       | 6–3, 5–7, [12–12], ab. |
| 2017                                                        | Veronika Kudermetova Aryna Sabalenka   | Monique Adamczak Naomi Broady          | 2–6, 7–65, [10–6]      |
| 2016                                                        | Natela Dzalamidze Veronika Kudermetova | Chang Kai-chen Chuang Chia-jung        | 4–6, 6–3, [10–5]       |
| 2015                                                        | Kanae Hisami Kotomi Takahata           | Marina Melnikova Elise Mertens         | 6–1, 6–2               |
| 2014                                                        | Chan Hao-ching Chan Yung-jan           | Chang Kai-chen Chuang Chia-jung        | 6–4, 6–3               |
| 2013                                                        | Caroline Garcia Yaroslava Shvedova     | Anna-Lena Friedsam Alison Van Uytvanck | 6–3, 6–3               |
| 2012                                                        | Chan Hao-ching Kristina Mladenovic     | Chang Kai-chen Olga Govortsova         | 5–7, 6–2, [10–8]       |